# Аблаево (Чекмагушевский район)
Аблаево (баш. Аблай) — село в Чекмагушевском районе Республики Башкортостан Российской Федерации. Входит в состав Урнякского сельсовета.  Согласно переписи 2020 года население составляло 837 человек.

## География

### Географическое положение
Расстояние до:
- районного центра (Чекмагуш): 25 км,
- ближайшей ж/д станции (Буздяк): 92 км.

## Население
| 2002 | 2009  | 2010  |
| ---- | ----- | ----- |
| 1285 | ↗1293 | ↘1067 |

Национальный состав
Согласно переписи 2002 года, преобладающие национальности — татары (53 %), башкиры (41 %).

## Религия
В селе есть мечеть.

## Известные уроженцы
- Муратов, Гайнутдин Габдрахманович (1913—1986) — оператор Ново-Уфимского нефтеперерабатывающего завода, Герой Социалистического Труда.
- Кудояров, Габдулла Хабирович (1899—1984) — врач-офтальмолог, доктор медицинских наук (1962), профессор (1962), заслуженный деятель науки РСФСР (1973) и БАССР (1967), почётный гражданин г. Уфы (1969).